# Шидловский, Теодор
Теодор Каетан Шидловский (около 1714 — 13 октября 1795, Вербковице) — государственный деятель Речи Посполитой, каштелян мазовецкий (1768—1779), хорунжий земли Варшавской, воевода плоцкий (1779—1791), ротмистр Национальной кавалерии (1783—1786), судья гродский варшавский (1764), владелец Праги (сейчас часть Варшавы).

## Биография
Представитель польского шляхетского рода Шидловских герба «Любич». Сын хорунжего цеханувского Якуба Антония Шидловского и Антонины Подоской.
В 1764 году Теодор Каетан Шидловский стал членом конфедерации Чарторыйских. В том же 1764 году он был избран послом (депутатом) с Варшавской земли на конвокационный сейм. В том 1764 году — депутат от Варшавской земли на элекционный сейм, где поддержал кандидатуру Станислава Августа Понятовского на польский королевский престол. В 1764 году он был избран на коронационном сейме членом комиссии compositio inter status.
В 1767 году Теодор Шидловский был избран маршалком Варшавской земли в Радомской конфедерации. В том же 1767 году он был избран депутатом на сейм Репнина, где стал членом делегации, которая под давлением российского посла Николая Репнина вынуждена была подтвердить прежнюю конституцию Речи Посполитой.
На Разделительном сейме 1773—1775 годов он стал членом парламентской делегации, которая под давлением России, Австрии и Пруссии вынуждена была согласиться на Первый раздел Речи Посполитой. 18 сентября 1773 года Теодор Шидловский подписал договоры об уступке Речью Посполитой части своей территории России, Австрии и Пруссии. В 1776 году он стал членом конфедерации Анджея Мокроновского.
На сейме 1780 года Теодор Шидловский был избран консуляром Постоянного совета. В 1783 году — член департамента полиции Постоянного совета. В 1788 году — член конфедерации Четырёхлетнего сейма и военной комиссии Речи Посполитой.
Кавалер Ордена Святого Станислава (1766) и Ордена Белого орла (1780).

## Семья
Теодор Шидловский был трижды женат. Его первой женой была Ева Виктория Пржерадовская, дочь стольника рожанского Людвика Пржерадовского. Дети от первого брака:
- Северин (ок. 1733—1758)
- Игнацы Теодор (1750—1791), хорунжий нурский
- Марианна, жена подчашего варшавского Дизмы Шимановского (1719—1784), камергера короля Августа III

Вторично он женился на Терезе Витковской (1722—1778), дочери ловчего черниговского Томаса Витковского. Дети от второго брака:
- Адам Якуб (ок. 1747—1820), староста мельницкий
- Эльжбета (1748—1810), жена генерал-лейтенанта Яна Ежи Грабовского (1730—1789), любовница короля Станислава Августа Понятовского
- Антоний Игнацы (ок. 1750 — ок. 1820), каноник гнезненский
- Каетан Эммануил (ум. после 1806)
- Ева (ок. 1750—1778), жена каштеляна варшавского Мацея Леона Соболевского (1724—1804)
- Рох Бонифаций Константин (ок. 1751 — после 1785)
- Юзефа Мартина Розалия (1754—1833), жена конюшего великого коронного Онуфрия Кицкого (1750—1818)
- Дизма

Имя его третьей жены неизвестно. Дети от третьего брака:
- Август.